# Лемма о шестой окружности
Лемма о шестой окружности утверждает следующее.
| Во вписанном в (первую) окружность четырёхугольнике {\displaystyle ABCD} через четыре пары вершин {\displaystyle A} и {\displaystyle B}, {\displaystyle B} и {\displaystyle C}, {\displaystyle C} и {\displaystyle D}, {\displaystyle D} и {\displaystyle A} провели по одной окружности (еще четыре окружности) так, что точки их попарного пересечения {\displaystyle A_{1},B_{1},C_{1},D_{1}} лежат внутри первой окружности. Тогда {\displaystyle A_{1},B_{1},C_{1},D_{1}} лежат на одной (шестой) окружности. |

Рисунок справа ниже будет соответствовать последней формулировке теоремы, если обозначить {\displaystyle Z=A_{1},Y=B_{1},X=C_{1},W=D_{1}}.

### Замечание
Сформулированную выше теорему также называют теоремой Микеля о шести окружностях без её привязки к конкретному четырёхугольнику (см. рис. ниже).)
Пусть на окружности заданы 4 точки, «А», «B», «C» и «D», и 4 окружности попарно пересекаются в этих точках, а также ещё в 4 других точках W, X, Y и Z. Тогда последние 4 точки лежат на общей окружности. Эта теорема известна, как «теорема о шести окружностях»' (см. рис).

### Следствия
- {\displaystyle ABCD} — вписанный четырёхугольник. {\displaystyle A_{1}} — основание перпендикуляра, опущенного из вершины {\displaystyle A} на диагональ {\displaystyle BD}; аналогично определяются точки {\displaystyle B_{1},C_{1},D_{1}}. Тогда точки {\displaystyle A_{1},B_{1},C_{1},D_{1}} лежат на одной окружности. Доказательство вытекает из леммы о шестой окружности.
- {\displaystyle ABCD} — вписанный четырёхугольник. {\displaystyle A_{1}} — центр вписанной окружности треугольника BCD; аналогично определяются точки {\displaystyle B_{1},C_{1},D_{1}}. Тогда {\displaystyle A_{1}B_{1}C_{1}D_{1}} — прямоугольник. Доказательство вытекает из леммы о шестой окружности. Это следствие иногда называют называют японской теоремой (Japanese theorem)(см. рис.).
- Пусть окружность, вписанная в произвольный треугольник {\displaystyle ABC}, касается стороны {\displaystyle AC} в точке {\displaystyle X}, а вневписанная окружность касается стороны {\displaystyle AC} в точке {\displaystyle Y}. Тогда точки {\displaystyle A_{1},Y,C_{1},X} лежат на одной окружности. Доказательство вытекает из леммы о шестой окружности.
- В треугольнике {\displaystyle ABC} {\displaystyle A_{1},C_{1}} — основания перпендикуляров, опущенных на биссектрису угла {\displaystyle B} из вершин {\displaystyle A} и {\displaystyle C} соответственно; {\displaystyle BB_{1}} — высота, {\displaystyle D_{1}} — середина стороны {\displaystyle AC}. Тогда точки {\displaystyle A_{1},B_{1},C_{1},D_{1}} и {\displaystyle D_{1}} лежат на одной окружности. Более того, центр окружности, проходящей через точки {\displaystyle A_{1},B_{1},C_{1},D_{1}}, лежит на окружности девяти точек треугольника ABC. Доказательство вытекает из леммы о шестой окружности.

### История
Эту теорему иногда называют теоремой о четырёх окружностях и приписывают Якобу Штейнеру, хотя единственное известное опубликованное доказательство было дано Микелем.
Уэллс ссылается на эту теорему как на «теорему Микеля»

### Возможные вариации и обобщения
Интересно то, что дальнейшее обобщение этой теоремы до Леммы о седьмой окружности невозможно. На это указывает следующий контрпример в виде рисунка справа, взятого из раздела Точка Микеля (см. параграф «Теорема Микеля для пятиугольника (для пятиконечной звезды)»). На это указывает следующее очевидное утверждение:
«Если 5 окружностей (на рисунке они чёрного цвета) имеют 5 точек их попарного пересечения M, N, P, R, Q , лежащих на одной (синей) окружности (всего 6 окружностей), то из этого, в общем случае, вовсе не следует то, что 5 других (не упомянутых выше) точек их попарного пересечения A, B, C, D, E также будут лежать на одной окружности (на 7-й окружности)).» На рисунке это достаточно очевидно, так как пятиугольник ABCDE явно не вписан в окружность (7-ю по счету).